# Izumiōtsu

Izumiotsu au sein de la préfecture d'Osaka.

Izumiōtsu (泉大津市, Izumiōtsu-shi) est une municipalité ayant le statut de ville (市, shi) dans la préfecture d'Osaka, au Japon. La ville a reçu ce statut en 1942.

## Économie
Izumiōtsu est connue pour son industrie textile.

## Transports en commun
La ville est desservie par la ligne principale Nankai (gares de Izumiōtsu, Kita-Sukematsu et Matsunohama).

## Patrimoine
- Site archéologique d'Ikegami Sone